# Железных, Игорь Михайлович
Игорь Михайлович Железных (23 августа 1936 — 24 октября 2022) — советский и российский учёный, кандидат физико-математических наук, лауреат премии им. академика М. А. Маркова (2011).
Окончил физфак МГУ, аспирантуру ФИАНа.
В 1960-е гг. работал в Лаборатории нейтрино ФИАН.
С 1971 г. работал в Институте ядерных исследований: младший, старший научный сотрудник, заведующий Лабораторией новых методов детектирования нейтрино и элементарных частиц
Отдела физики высоких энергий (ОФВЭ), ведущий научный сотрудник.
Кандидат физико-математических наук (1965, тема диссертации «Некоторые вопросы физики нейтрино высоких энергий»).
Ученик и многолетний соратник М. А. Маркова.
Умер 24 октября 2022 года.

## Некоторые публикации
- Ограничения на массы промежуточных бозонов в модели Т. Д. Ли  / И. М. Железных, В. Л. Эйдус. — Москва : [б. и.], 1975. — 13 с. : ил.; 29 см. — (Препринт/ АН СССР. Ин-т ядерных исследований; П-0014).
- Ковариантный метод расчета сечений и его применение к некоторым реакциям, вызываемым нейтрино / И. М. Железных ; Акад. наук СССР. Физ. ин-т им. П. Н. Лебедева. Лаборатория нейтрино. — Москва : [б. и.], 1965. — 18 с. : ил.; 21 см.
- Резонансное взаимодействие нейтрино космических лучей с электронами / И. М. Железных, В. А. Загребин; Акад. наук СССР. Физ. ин-т им. П. Н. Лебедева. Лаборатория нейтрино. — Москва : [б. и.], 1964. — 5 с., 1 л. ил. : ил.; 22 см.
- Об одной возможности детектирования промежуточного мезона с массой, большей двух нуклонных масс / И. М. Железных, М. А. Марков ; Акад. наук СССР. Физ. ин-т им. П. Н. Лебедева. Лаборатория нейтрино. — Москва : [б. и.], 1964. — 11 с.; 22 см.
- Глубоконеупругое рождение лептонных пар от нейтрино в электромагнитных полях ядер и нуклонов / Э. В. Бугаев, В. И. Гуренцов, И. М. Железных. — Москва : [б. и.], 1975. — 16 с. : ил.; 29 см. — (Препринт / АН СССР. Ин-т ядерных исследований. ИЯИ; П-0017).
- К вопросу о возможном существовании легкого заряженного бозона / Г. В. Домогацкий, И. М. Железных, В. А. Петрунькин. — Москва : [б. и.], 1970. — 16 с.; 21 см. — (Препринт/ АН СССР. Ордена Ленина Физический институт имени П. Н. Лебедева. Лаборатория нейтрино; № 121).

## Награды
- орден Трудового Красного Знамени (1978),
- Почётная грамота Президиума и профсоюза РАН (1999),
- премия имени академика М. А. Маркова (2011).